# Lithiumtitanat-Akkumulator

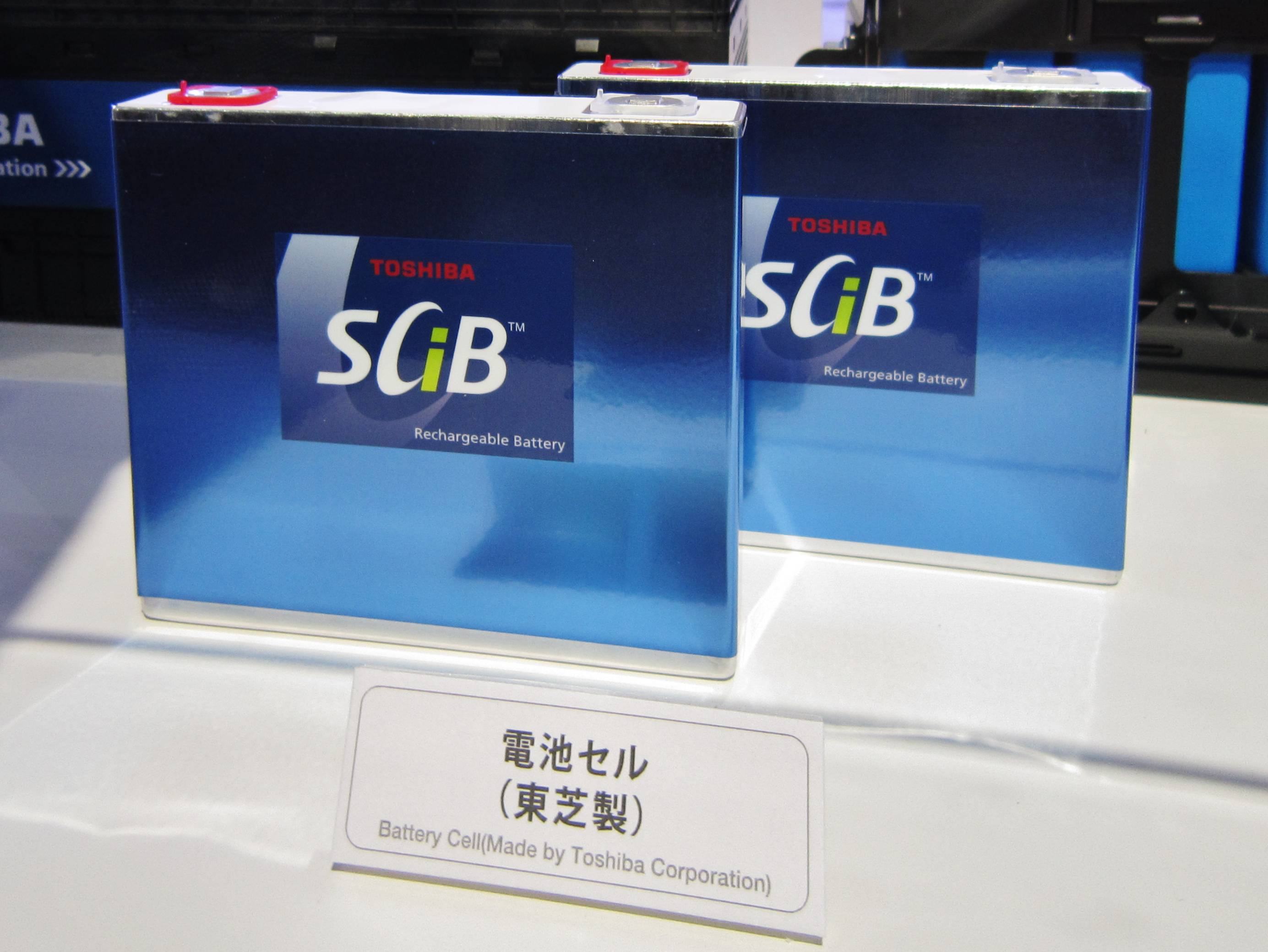
Handelsüblicher Lithiumtitanat-Akkumulator (SCiB)

Der Lithiumtitanat-Akkumulator (Lithium-Titanium-Oxide (LTO)) ist eine Ausführung eines Lithium-Ionen-Akkumulators, bei dem die negative Elektrode aus Graphit durch eine gesinterte Elektrode aus Lithiumtitanspinell (Li4Ti5O12) ersetzt ist. Die stärkere chemische Bindung des Lithiums im Titanat verhindert die Bildung einer isolierenden Oberflächenschicht auf der gesinterten Elektrode, bei der Graphitelektrode herkömmlicher Lithium-Ionen-Akkus einer der Hauptgründe für Alterung.
Da das Titanat nicht mit Oxiden aus der negativen Elektrode reagieren kann, wird bei dieser Bauform das thermische Durchgehen des Akkumulators verhindert, selbst bei mechanischen Schäden. Der Lithiumtitanat-Akkumulator kann zudem auch bei Außentemperaturen von −40 °C betrieben werden.
Nachteilig ist die im Vergleich zum Lithium-Ionen-Akkumulator geringere Leerlaufspannung von ca. 2,4 V, die zu einer geringeren Energiedichte von 30 Wh/kg bis 110 Wh/kg führt. Ein weiterer Nachteil ist der hohe Herstellungspreis, etwa das Dreifache gegenüber Li-Ion bezogen auf die Kapazität (Stand: 2019), der eine breite Markteinführung erschwert.
Vorteil ist die hohe Zyklenfestigkeit auch bei hohen Laderaten zwischen 10C und 70C. Ab 2024 wurden mit LTO in Batteriezügen die vorherige Nutzung von Supercaps abgelöst hat, die vor andere Zellchemien gestellt wurden, um die hohen Leistungen beim Bremsen und Anfahren aufzunehmen.

## Aufbau
Die gesinterte Lithiumtitanat-Elektrode besitzt eine effektiv wirksame Oberfläche von 100 m² pro Gramm im Vergleich zu 3 m² pro Gramm einer Graphitelektrode eines herkömmlichen Lithium-Ionen-Akkumulators. Dadurch können höhere Ladeströme zur Schnellladung mit einem C-Faktor im Bereich um 10 eingesetzt werden. Die Leistungsdichte liegt im Bereich von etwa 4 kW/kg. Die Energiedichte liegt mit 70 Wh/kg bis 90 Wh/kg hingegen vergleichsweise niedrig.

## Handel
Unter dem Handelsnamen Super Charge Ion Battery (SCiB) wird unter anderem von der Firma Toshiba ein Lithiumtitanat-Akkumulator am Markt für Elektroräder in Japan angeboten. Auch kommt er zum Beispiel im Mitsubishi i-MiEV (nur Japan) und ehemals im Honda Fit EV zum Einsatz. Die Zyklenfestigkeit der Titan-Nioboxid-Anoden (NTO) der SCiB von Toshiba wurde schrittweise erhöht. Ab 2019 erreichten sie 15.000 Zyklen bei 10C und ab 2022 wurden 40.000 Zyklen bei 10C garantiert. Ab dieser Technologiereife erfolgte der Einsatz in Siemens Mireo Plus B Batterietriebzügen.
Weitere Anbieter sind AltairNano, der auch mehrere Patente rund um den Aufbau und das Elektrodenmaterial hält, sowie der chinesische Hersteller Tiankang.
Ein weiterer Hersteller von Li-Ti-Akkus für stationären Einsatz und für den Antrieb von Schiffen ist Leclanché SA, der Lithiumtitanoxid-Akkus mit keramischen Separatoren in Europa fertigt und einsetzt. Bei 4C-Belastung werden vom Hersteller Nutzungsdauern von über 15.000 Zyklen genannt. Die Akkus dienen auch zur Energieversorgung einer Ostsee-Fähre sowie für Spezialanwendungen bei Škoda-Bussen.
Auch Liacon in Norddeutschland entwickelt und fertigt Li-Ti-Fe-Akkus, die hochstromfähig und kurzschlussfest sind und Zyklenzahlen von bis zu 20.000 Zyklen erreichen sollen.